# El rostro de la venganza
El rostro de la venganza es una telenovela de suspenso dramático estadounidense producida por Telemundo Studios, para Telemundo y emitida entre 2012 y 2013. La telenovela es una historia original de Sebastián Arrau. Se estrenó por Telemundo el 30 de julio de 2012 en sustitución de Relaciones peligrosas y finalizó el 12 de abril de 2013 siendo reemplazado por la primera temporada de El Señor de los Cielos.
Está protagonizada por David Chocarro como el personaje principal junto con Marlene Favela, Saúl Lisazo, Jonathan Islas, Felicia Mercado y Wanda D'Isidoro en los roles antagónicos y con las apariciones especiales de Maritza Rodríguez y Elizabeth Gutiérrez.

## Trama
El rostro de la venganza es la historia de Diego Mercader (Jorge Eduardo García), un niño de 8 años al que robaron la infancia. Supuestamente, Diego, el niño con el que todos se metían en la escuela, cometió los crímenes de 7 de sus compañeros, el día de la masacre en el colegio San Gabriel, por la cual fue condenado 20 años en prisión. Diego no contó con la ayuda y compañía de nadie, ya que su padre, Juan (Eduardo Serrano), un alcohólico que lo maltrataba, obligó a su madre, Sonia (Rebeca Manríquez) que se olvidaran de él, diciéndole a sus otros dos hijos, Diana (Cynthia Olavarría) y Omar (Christian Carabias) que Diego había muerto. El único apoyo que tuvo Diego en prisión fue el de Antonia Villarroel (Maritza Rodríguez), su psiquiatra, amante de la verdad. Ahora Diego (David Chocarro) ya ha salido en libertad, y Antonia, se ha involucrado tanto en su caso que se ha enamorado de él. Al salir, el millonario dueño de un importante banco, Ezequiel Alvarado (Saúl Lisazo), ha decidido confiar en él y ayudarlo. Así es como Ezequiel da una falsa identidad a Diego, la de Martín Méndez. Por su parte, Ezequiel, viudo, quien vive con sus tres hijos, está comprometido con su novia, Mariana (Elizabeth Gutiérrez), quien lo engaña con su hijo Luciano (Jonathan Islas). Para ello es que Ezequiel contrata a Martín, para que se haga pasar por el guardaespaldas de Mariana, pero en verdad es para espiarla. Martín no necesitará mucho tiempo para descubrir que el amante de Mariana es Luciano, pero decide no decir nada. Pero aparte de eso, a Martín le toca descubrir que ocurrió aquel día que nadie recuerda. Y sobre todo, descubrir si se puede volver a nacer.

## Reparto

### Principales
- Saúl Lisazo como Ezequiel Alvarado
- Maritza Rodríguez como Antonia Villarroel
- Elizabeth Gutiérrez como Mariana San Lucas
- David Chocarro como Diego Mercader Castro «El Niño Monstruo» / Martín Méndez
- Marlene Favela como Eva Samaniego / Alicia Ferrer
  - Mary Kleir Mata interpretó a Eva de niña
  - Jenny Arzola interpretó a Eva de joven
- Jonathan Islas como Luciano Alvarado Cruz
- Felicia Mercado como Valeria Samaniego
- Roberto Mateos como Federico Samaniego
- Gabriela Rivero como Laura Cruz
- Eduardo Serrano como Juan Mercader
- Rebeca Manríquez como Sonia Castro de Mercader
- Kimberly Dos Ramos como Katerina Alvarado Cruz
- José Guillermo Cortines como Álex Maldonado
- Cynthia Olavarría como Diana Mercader Castro
  - Ginna Rodríguez interpretó a Diana de niña
- Jacqueline Márquez como Tania Stuardo
  - Melanie Suárez interpretó a Tania de niña
- Wanda D´Isidoro como Verónica Baeza
- Dayana Garroz como Carolina Pinto
  - Emily Alvarado interpretó a Carolina de niña
- Paloma Márquez como Natalia García
- Chela Arias como Eliana Alvarado
- Martha Mijares como Manuela Cruz
- Héctor Fuentes como Salvador Casas
- Rafael León como Marcos Alvarado Cruz
- Christian Carabias como Omar Mercader Castro
- William Valdés como Miguel Ángel Samaniego
- Jorge Eduardo García como Juan «Juanito» Mercader / Diego de niño

### Recurrentes e invitados
- Paulo Quevedo como Tomás Buenaventura
- Rodrigo de la Rosa como Víctor Leyton
- Alma Matrecito como Penélope Magallanes
- Lorena Gómez como Sandra Arriagada
- Sandra Destenave como Sor Luisa / Marcia Rey
- Iván Hernández como Felipe Ríos
- Jéssica Cerezo como Patricia Valdez
- Natacha Guerra como Alejandra Moreno
- Jalymar Salomón como Rafaela Carrasco
- Yina Vélez como Marcela Llanos
- Juan Cepero como Daniel Villarroel
- Gustavo Pedraza como Jorge Castillo
- Danilo Zamora como Ramón Farías
- Rafael Robledo como Moreira
- Christabel Bertrand como Francisca Márquez
- Ivanna Rodríguez como Adela
- Adriana Bermúdez como Leticia
- Luis Arturo Ruiz como Benítez
- Álvaro Ardila como Pablo Bertelon
- Nicolás Terán como Javier
- Jamie Sasson como Cristina Reyes

## Producción
Telemundo anunció una emisión en horario estelar de «El Rostro de la Venganza» en mayo de 2012, como parte de la temporada 2012-2013. Desde el 30 de julio de 2012 al 24 de enero de 2013, Telemundo transmitió de lunes a viernes «El Rostro de la Venganza» a las 10:30pm/9:30c, tras media hora de «Pablo Escobar: El Patrón del Mal». Desde el 28 de enero de 2013 en adelante, Telemundo transmitió episodios de una hora, en sustitución de «Pablo Escobar». El último episodio fue transmitido el 12 de abril de 2013, y la telenovela fue reemplazada por «El señor de los cielos».

## Premios y nominaciones
| Año  | Premiación        | Categoría                                          | Nominados                                                                 | Resultados |
| ---- | ----------------- | -------------------------------------------------- | ------------------------------------------------------------------------- | ---------- |
| 2012 | People en Español | Mejor telenovela                                   | El Rostro de la Venganza                                                  | Nominada   |
| 2012 | People en Español | Mejor actriz                                       | Maritza Rodríguez                                                         | Nominada   |
| 2012 | People en Español | Mejor actor                                        | David Chocarro                                                            | Nominado   |
| 2012 | People en Español | Mejor villano                                      | Saúl Lisazo                                                               | Nominado   |
| 2013 | Miami Life Awards | TV - Mejor actriz principal de telenovela          | Elizabeth Gutiérrez                                                       | Nominado   |
| 2013 | Miami Life Awards | TV - Mejor protagonista masculino de la Telenovela | David Chocarro                                                            | Nominado   |
| 2013 | Miami Life Awards | TV - Mejor actriz de reparto de telenovela         | Kimberly Dos Ramos                                                        | Ganadora   |
| 2013 | Miami Life Awards | TV - Mejor actor de reparto de telenovela          | José Guillermo Cortines                                                   | Nominado   |
| 2013 | Miami Life Awards | TV - Mejor actriz Villana de telenovela            | Marlene Favela                                                            | Nominada   |
| 2013 | Miami Life Awards | TV - Mejor actor Villano de telenovela             | Jonathan Islas                                                            | Nominado   |
| 2013 | Miami Life Awards | TV - Mejor primera actriz                          | Felicia Mercado                                                           | Nominada   |
| 2013 | Miami Life Awards | TV - Mejor primer actor                            | Saúl Lisazo                                                               | Nominado   |
| 2013 | Miami Life Awards | TV - Mejor primer actor                            | Roberto Mateos                                                            | Nominado   |
| 2013 | Miami Life Awards | TV - Mejor primer actor                            | Eduardo Serrano                                                           | Nominado   |
| 2013 | Miami Life Awards | TV - Mejor telenovela                              | El Rostro de la Venganza                                                  | Nominado   |
| 2013 | Premios Tu Mundo  | Mejor actriz de reparto                            | Kimberly Dos Ramos                                                        | Nominada   |
| 2013 | Premios Tu Mundo  | Mejor actriz de reparto                            | Cynthia Olavarría                                                         | Ganadora   |
| 2013 | Premios Tu Mundo  | Mejor actor de reparto                             | José Guillermo Cortines                                                   | Nominado   |
| 2013 | Premios Tu Mundo  | La pareja perfecta                                 | Maritza Rodríguez & David Chocarro                                        | Nominados  |
| 2013 | Premios Tu Mundo  | Primer actor                                       | Saúl Lisazo                                                               | Ganador    |
| 2013 | Premios Tu Mundo  | Mejor momento de la mala suerte                    | Alicia se entera de que Tomás está escuchando la conversación con Natalia | Nominado   |